# تومازو دورسونیا
تومازو دورسونیا (ایتالیایی: Tommaso D'Orsogna ‏ تلفظ ایتالیایی: [tomˈmaːzo]؛ ‏زادهٔ ۲۹ دسامبر ۱۹۹۰) شناگر اهل استرالیا است.